# Жоффруа ле Ра
Жоффруа ле Ра (фр. Geoffroy le Rat; д/н — 1207) — 12-й великий магістр ордену госпітальєрів в 1206—1207 роках.

## Життєпис
Ймовірно походив з туренського шляхетського роду, який можливо було засновано англійським лицарем. Про його діяльність обмаль відомостей. Тривалий час провів в Палестині, де брав участь у кампаніях Третього хрестового походу і Німецького хрестового походу. Тривалий час обіймав посаду командора Антіохії. З 1204 року був каштеляном замку Крак де Шевальє.
Десь влітку 1206 року обирається великим магістром ордену госпітальєрів. Провів адміністративну реформу, поділивши володіння за державами, які називалися «мови». Останні поділялися на пріорії. Ті своєю чергою на балії. Кінцевою ланкою були командами.
Остання письмова згадка сягає 22 травня 1207 року. Помер десь влітку того ж року. Новим великим магістром було обрано Гарена де Монтегю.